# Уряд Бідзіни Іванішвілі
Уряд Бідзіни Іванішвілі — грузинський уряд прем'єр-міністра Бідзіни Іванішвілі, що діяв з 25 жовтня 2012 року по 20 листопада 2013 року.

## Кабінет міністрів
| Посада                                                                                     | Міністр                                                                                     |
| ------------------------------------------------------------------------------------------ | ------------------------------------------------------------------------------------------- |
| Віце-прем'єр-міністр                                                                       | Іраклій Аласанія (з 25 жовтня 2012 до 21 січня 2013) Гіоргі Маргвелашвілі (з 5 лютого 2013) |
| Віце-прем'єр-міністр                                                                       | Каха Каладзе                                                                                |
| Державний міністр з питань євроатлантичної інтеграції                                      | Алексі Петріашвілі                                                                          |
| Державний міністр з питань реінтеграції                                                    | Паата Закареішвілі                                                                          |
| Міністр фінансів                                                                           | Нодар Хадурі                                                                                |
| Міністр закордонних справ                                                                  | Майя Панджікідзе                                                                            |
| Міністр внутрішніх справ                                                                   | Іраклі Гарібашвілі                                                                          |
| Міністр оборони                                                                            | Іраклій Аласанія                                                                            |
| Державний міністр з питань діаспори                                                        | Костянтин Сургуладзе                                                                        |
| державний міністр з питань зайнятості                                                      | Кахабер Саканделідзе                                                                        |
| Міністр у справах вимушено переміщених з окупованих територій осіб, біженців та розселення | Давид Дарахвелидзе                                                                          |
| Міністр регіонального розвитку та інфраструктури                                           | Давид Нармані                                                                               |
| Міністр освіти та науки                                                                    | Гіоргі Маргвелашвілі (з 25 жовтня 2012 до 18 липня 2013) Тамар Саникідзе                    |
| Міністр економіки та сталого розвитку                                                      | Гіоргі Квірікашвілі                                                                         |
| Міністр сільського господарства                                                            | Давид Кірвалідзе                                                                            |
| Міністр юстиції                                                                            | Теа Цулукіані                                                                               |
| Міністр культури та охорони пам'яток                                                       | Гурам Одішарія                                                                              |
| Міністр охорони навколишнього середовища та природних ресурсів                             | Хатуна Гоголадзе                                                                            |
| Міністр енергетики                                                                         | Каха Каладзе                                                                                |
| Міністр охорони здоров'я, праці та соціального захисту                                     | Давид Сергієнко                                                                             |
| Міністр з виконання покарань та юридичної допомоги                                         | Созар Субарі                                                                                |
| Міністр спорту та молоді                                                                   | Леван Кіпіані                                                                               |